# Tlacuilotepec
Tlacuilotepec es una localidad del estado mexicano de Puebla. Es cabecera del municipio de Tlacuilotepec.

## Demografía
| Censo | Población |
| ----- | --------- |
| 1900  | 3922      |
| 1910  | 939       |
| 1921  | 1144      |
| 1930  | 1204      |
| 1940  | 1218      |
| 1950  | 1278      |
| 1960  | 1153      |
| 1970  | 1011      |
| 1980  | 1184      |
| 1990  | 1483      |
| 1995  | 1430      |
| 2000  | 1424      |
| 2005  | 1547      |
| 2010  | 1685      |
| 2020  | 1638      |